# 稲塚権次郎
稲塚 権次郎（いなづか ごんじろう、旧字：稻塚 權次郎、1897年（明治30年） - 1988年（昭和63年））は、日本の農学者。
緑の革命以降、世界に流通することになった小麦品種「ゲインズ」の親品種である「小麦農林10号」（ノーリン・テン）の育成者として知られる。

## 経歴
- 1897年（明治30年）、現在の富山県南砺市で誕生
- 高等小学校卒業後､富山県立農学校に入学
- 1914年（大正3年）3月､農学校を首席で卒業し､東京帝国大学農科大学入学
- 1918年（大正7年）、大学を卒業、農商務省の農事試験場に就職
- 1919年（大正8年）、秋田の陸羽支場に赴任。　のちに「陸羽132号」完成
- ｢水稲農林1号｣（コシヒカリ、ササニシキ、あきたこまちの先祖）完成
- 1926年、岩手県農事試験場に転勤
- 1929年（昭和4年）、「小麦農林1号」完成
- 1935年（昭和10年）、「小麦農林10号」を完成
- 1938年（昭和13年）、北京の華北産業科学研究所（義和団の乱の賠償金還元目的に外務省が設置）に転任
- 1947年（昭和22年）、日本に帰国
- 1957年（昭和32年）2月15日、農林省金沢農地事務局計画部長辞職[2]。富山県東礪波郡城端町、構造改善事業地区委員長に就任
- 1971年（昭和46年）11月5日、勲三等瑞宝章受章[3]
- 1981年（昭和56年）、日本育種学会大会で講演
- 1988年（昭和63年）12月7日、死去。従五位に叙される[4]。

## 映画化
2015年に稲塚権次郎の生涯を描く映画『NORIN TEN〜稲塚権次郎物語〜』（稲塚秀孝監督）が公開された。

### 主なキャスト
- 稲塚権次郎：仲代達矢
- 稲塚権次郎（青年期）：松崎謙二
- 稲塚こう（権次郎の母）：藤田弓子
- 佐藤イト（権次郎の妻）：野村真美
- 羽田武（権次郎の親友）：益岡徹
- 若き育種家：舞川あいく
舞川は本作が初の映画出演。英語の台詞があったため、撮影前に英会話教室に通っていたという[8]。

## 参照
- 『植物はヒトを操る』2010年、いとうせいこう、竹下大学、毎日新聞社
- 『世界の食糧危機を救った男―稲塚権次郎の生涯』1996年、千田篤、家の光協会
- 世界を変えたノーリン・テン －稲塚権次郎、小麦と故郷に捧げた生涯－  ～現在50カ国で500品種を栽培～ 稲塚　権次郎